# جورج فو گائو
جورج فو گائو یا گائو فو (به چینی: 高福) یک ویروس‌شناس و ایمنی‌شناس اهل چین است. او مدیر مرکز کنترل و پیشگیری چین است. او یکی از اعضای آکادمی علوم چین و آکادمی علوم جهان است.

## اوایل زندگی و تحصیلات
گائو فو در ۱۹۶۱ در شانشی واقع در شهرستان یینگ به دنیا آمد. او وارد دانشگاه کشاورزی شانشی شد و در رشته دامپزشکی تحصیل کرد. در سال ۱۹۸۳ وارد دانشگاه کشاورزی پکن شد و مدرک کارشناسی‌ارشد در رشته میکروب‌شناسی و همه‌گیرشناسی دامپزشکی گرفت.